# Famille Robertet
La famille Robertet est une ancienne famille française de noblesse d'extraction, ayant offert à la Couronne plusieurs officiers, administrateurs et ministres au cours des XVe et XVIe siècles.
Originaire de Forez où elle fournit tous les clercs de la Chambre des comptes au moins pendant un siècle — de 1421 à 1521 —, la famille a suivi la fortune des Valois et s'est établie dans le val de Loire, principalement en Blésois. Certains de ses membres sont également connus pour leurs talents littéraires ou pour leurs collections d'œuvres d'art et leurs palais, dont l'hôtel d'Alluye et le tristement célèbre château de Bury.
La famille s'est principalement distinguée grâce à Jean III Robertet, financier à la fois poète d'abord au service de trois ducs de Bourgogne, avant de rejoindre la cour du roi Louis XI, qui en fit le tout premier greffier de l'ordre de Saint-Michel tout fraîchement créé ; puis par son fils puiné, Florimond Robertet, surnommé le Grand Robertet, devenu secrétaire d'État, conseiller des rois Charles VIII, Louis XII et François Ier, ainsi que trésorier de France à partir de 1501.
Malgré la fortune accumulée par la famille, la branche aînée s'est éteinte dès 1600 en la personne de Marie Robertet, rapidement suivie par la branche cadette, issue justement de Florimond, après la mort de son petit-fils François III Robertet, mort dernier de son nom en 1603,,[source insuffisante].

## Origines
Selon les archives, les premiers Robertet semblent apparaître à partir du XIVe siècle en Forez (proche de Lyon). En 1368, un Ponchon Robertet est mentionné dans le Registre des nominations des officiers du Forestz comme greffier de la Cour de Forez. S'ensuivent un Jean cité en 1380, un Ponce en 1386, un Pierre en 1388, et un autre Pierre en 1441 ; tous cités comme notaires à la Cour de Forez mais sans que leur éventuel lien de parenté ne soit précisé.
La généalogie de la famille est principalement connue grâce aux travaux de Louis-Pierre Gras, ancien archiviste de la Société archéologique et historique du Forez, basée à Montbrison.
Selon lui, le plus ancien membre de la famille pour qui on peut prouver la filiation serait Paul Robertet, qui aurait vécu pendant le règne de Philippe VI de Valois (au milieu du XIVe siècle).

## Histoire

### L'ancêtre Paul Robertet
Paul Robertet, qui aurait été le valet de chambre préféré du roi Philippe VI, est surtout connu pour sa relation avec la légende sur l'origine du blason des Robertet.
D'autres auteurs considèrent que Paul Robertet aurait plutôt vécu du temps du roi Philippe Ier, à la fin du XIe siècle, faisant de lui l'ancêtre au 21e degrés de Jean III. Cette thèse, basée sur la généalogie énoncée dans l'Oraison funèbre de 1527 par l'évêque de Grenoble, Laurent II Alleman, en présence du roi François Ier pour honorer la mort de Florimond Robertet,, n'a majoritairement pas été retenue par les historiens modernes.

### Des notaires foréziens au service des ducs de Bourbon

#### Descendants de Paul Robertet
D'une épouse inconnue, Paul aurait au moins laissé un fils, Jean Robertet, mentionné notamment en 1406 comme notaire à Montbrison.
Ce premier Jean aurait à son tour donné naissance à trois fils : Jean II, mort jeune, Louis, connu pour avoir été prévôt de Montbrison, et Pierre II, cité comme notaire et clerc à la Chambre des comptes du comté de Forez dans divers actes de 1419 à 1445.
Les auteurs divergent ensuite quant à la suite de la généalogie. Selon Louis-Pierre Gras, Jean III aurait été le fils de Louis, tandis que Thérèse Mascle propose plutôt qu'il ait été l'héritier de Pierre.
Cette dernière attribue par ailleurs deux frères aînés à Jean III, nommés Jacques et Alexis.
Si l'on ignore également le destin de l'aîné Jacques, le cadet Alexis semble avoir suivi les traces de leur père : d'abord lieutenant du châtelain de Saint-Romain-le-Puy, il devient notaire secrétaire du duc de Bourbon, avant d'être promu en son clerc des Comptes.

#### Contexte géopolitique
Le XIVe siècle correspond au moment où le comté de Forez se rapproche politiquement du Dauphiné d'Auvergne mais aussi du duché de Bourbon, contrôlé par une branche puinée de la famille royale. Après le mariage de la comtesse Anne de Forez avec le duc Louis II de Bourbon, la naissance en 1381 de Jean Ier de Bourbon permit de réunir au début du XVe siècle le Forez au Bourbonnais.

### L'ascension de Jean III à la cour du Roi
D'abord simple courtisan à la cour du duc de Bourbon comme son frère Alexis, le benjamin Jean III Robertet se fait à la fois secrétaire et poète, avant de suivre la fortune des ducs auprès de la cour royale et de passer au service du roi dans les années 1460. En 1469, il devient le tout premier greffier de l'ordre de Saint-Michel, tout juste créé par Louis XI,. L'année suivante, il est élevé notaire et secrétaire du roi, charge qu'il conserva jusqu'en 1492,.

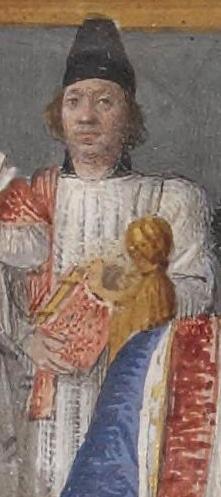
Enluminure de Jean Robertet, par Jean Fouquet.

Jean III est également connu comme seigneur des Buillons.

### L'héritage de Jean III
À partir de 1490, Jean III Robertet choisit progressivement de se retirer à Montbrison, où il mourut entre 1502 et 1503. Il prépara soigneusement sa succession. Sur les quatre fils qu'on lui attribue, deux furent destinés au clergé (Charles et Jacques), tandis que les deux autres lui succédèrent dans sa carrière diplomatique : l'aîné François, et le benjamin Florimond.

#### Au clergé: Charles et Jacques

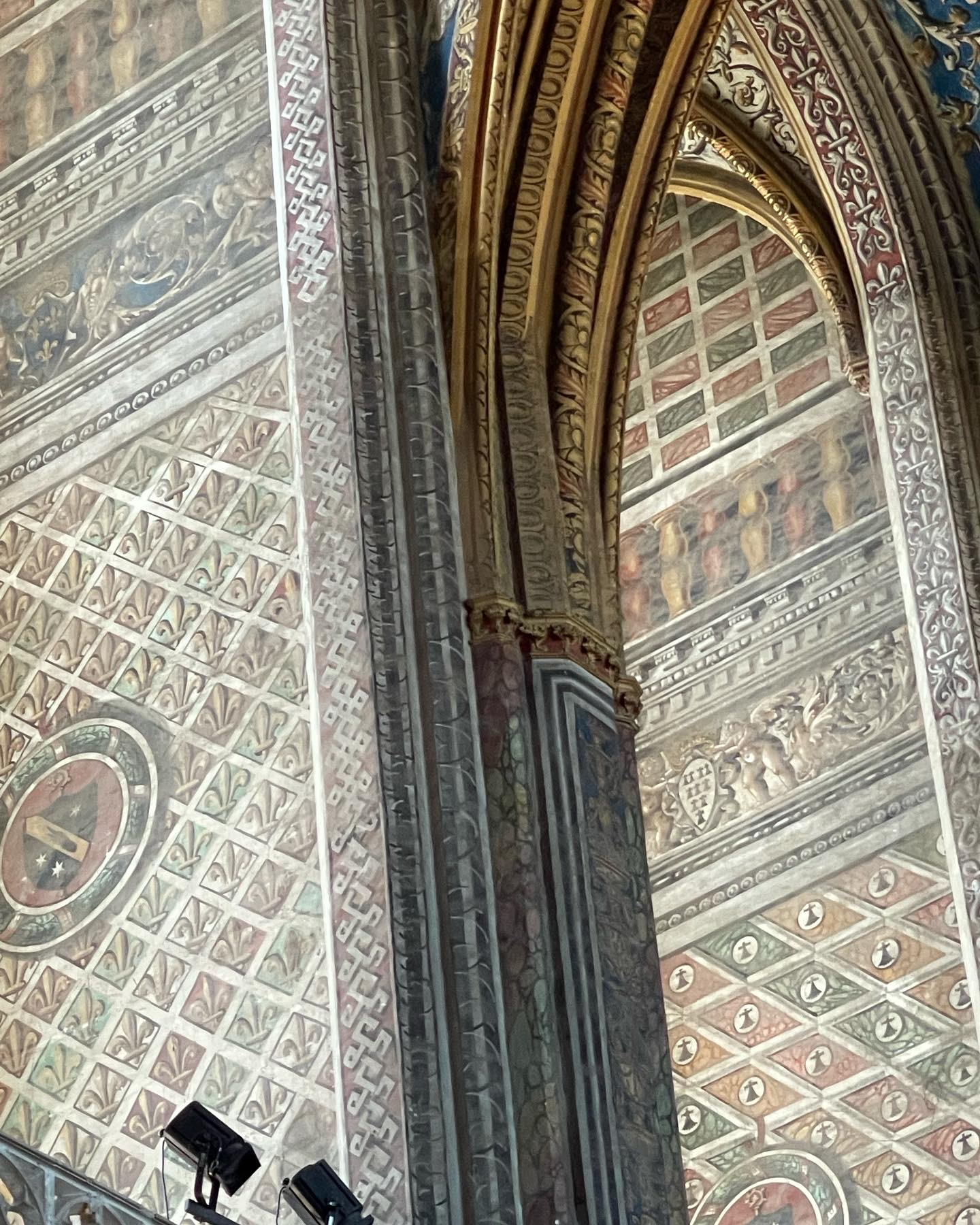
Intérieur de la cathédrale Sainte-Cécile d'Albi avec les armoiries des frères évêques de la famille Robertet.

Les deuxième et troisième fils furent donc destinés à la religion. Le premier, Charles († 1515), fut nommé évêque d'Albi, à la succesion de Louis II d'Amboise († 1511). Son petit frère, Jacques († 1519) fut nommé à sa suite,. La succession de l'épiscopat fut transmise à Adrien Gouffier de Boisy († 1523).

#### François, l'aîné discret
Fils aîné de Jean III, François suivit la voie de son père en entrant au service du duc Jean II de Bourbon, tout en se déclarant ami des beaux arts et poète,.
Si sa vie est bien moins connue que celle de son frère Florimond, François s'est également retrouvé propulsé à la cour du roi de France, notamment en tant que notaire et secrétaire de Louis XII, secondant ainsi Florimond en tant que trésorier de France[réf. nécessaire].
Par ailleurs, François occupa les charges supplémentaires de receveur du Forez, trésorier du Bourbonnais et bailli d'Usson. De son père Jean, il hérita de fief familial des Buillons.

#### Florimond, le prodige de la famille
Dans un premier temps, Florimond (v.1460–1527) suit également les traces de son père en lui succédant directement au service de Pierre II de Bourbon. Ce prince de sang, qui avait succédé en 1488 à son frère Jean II en tant que duc de Bourbon était par ailleurs marié à la princesse Anne de Beaujeu, régente du royaume de France pendant la minorité de son frère cadet, Charles VIII, de 1483 à 1491. Il n'est donc pas surprenant, par sa proximité avec le duc et la régente, de retrouver Florimond à la cour royale où il devint secrétaire des finances du roi puis trésorier de France,,.
En 1490, Florimond succède à son père en tant que greffier de l'ordre de Saint-Michel. S'il intègre le prestigieux collège des Six-vingt notaires et secrétaires du roi Charles VIII, il reste attaché au traitement de missives et à la signatures d'ordonnances, dont le traité d'Étaples (1492) et le traité de Senlis (1493). En tant que secrétaire de la Chambre, Florimond est astreint à rester continuellement auprès du roi. C'est donc sans surprise qu'il suit Charles VIII et le duc Louis II d'Orléans — futur Louis XII — lors des campagnes d'Italie,. Néanmoins, si Florimond reçoit régulièrement les faveurs du souverain, son action sous Charles VIII se cantonne au second plan, à un rôle d'exécutant.

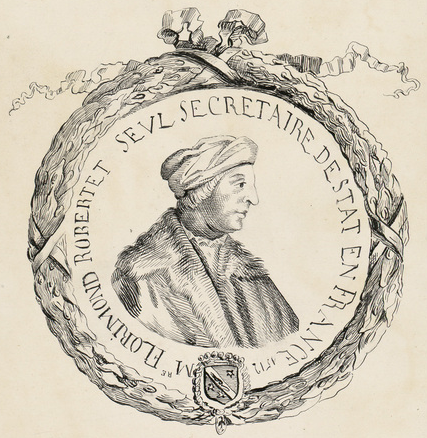
Portrait de Florimond de Robertet.

Florimond bénéficia de la protection du cardinal Georges d'Amboise, lui permettant ainsi de rencontrer Louis XII, fraîchement devenu roi en 1498, de qui il devint l'un des favoris. Selon l'historien Bernard Chevalier, l'influence du cardinal, familier de la cour ducale de Louis XII, expliquerait la propulsion de Florimond, issu d'une famille plutôt modeste de la noblesse de robe, au sommet des affaires du Royaume. De la même manière, le mariage vers l'an 1500 entre Florimond et Michèle Gaillard, fille du maire de Tours Michel Gaillard, également proche de Louis XII depuis ses débuts, a ouvert des opportunités d'ascension sociale aux Robertet : avec succès, puisque Florimond finit par accéder en 1501 à la charge de trésorier de France en Normandie, succédant à Jacques Hurault (qui avait lui même succédé à Michel Gaillard en tant que général des finances).
Sous Louis XII, Florimond devient le deuxième principal conseiller du roi après le cardinal d'Amboise († 1510), en particulier après la crise ouverte par le mariage de la princesse Claude avec l'héritier présomptif de la Couronne et cousin du Père des Peuples, François d'Angoulême, afin de consolider le pouvoir royal en France,. Si cette crise a permis d'évincer le maréchal de Gié, le décès du cardinal permit à Florimond d'entrer dans la plus grande intimité du roi, allant jusqu'à être admis dans sa Chambre et autorisé à chasser ou dîner en compagnie du monarque.
En tant que trésorier, Florimond est resté dans les mémoires pour son influence sur la politique économique et fiscale de Louis XII, caractérisée à l'époque par des baisses continues d'impôts et une maîtrise de la dette de la Couronne, nulle à l'avènement de François Ier en 1515. Sa relation avec Louis XII est régulièrement comparée à celle des premiers ministres, à l'image de Nicolas Fouquet et Louis XIV[réf. nécessaire].
Aussi, si le mariage entre Claude et François n'est acté qu'en 1514, Florimond prit le soin de se faire remarquer auprès de la mère de François, Louise de Savoie, qui le remercia en offrant sa fille Souveraine, bâtarde de son époux qu'elle avait élevée, au beau-frère de Florimond, Michel II Gaillard, intégrant de fait les Gaillard et les Robertet dans la famille royale.

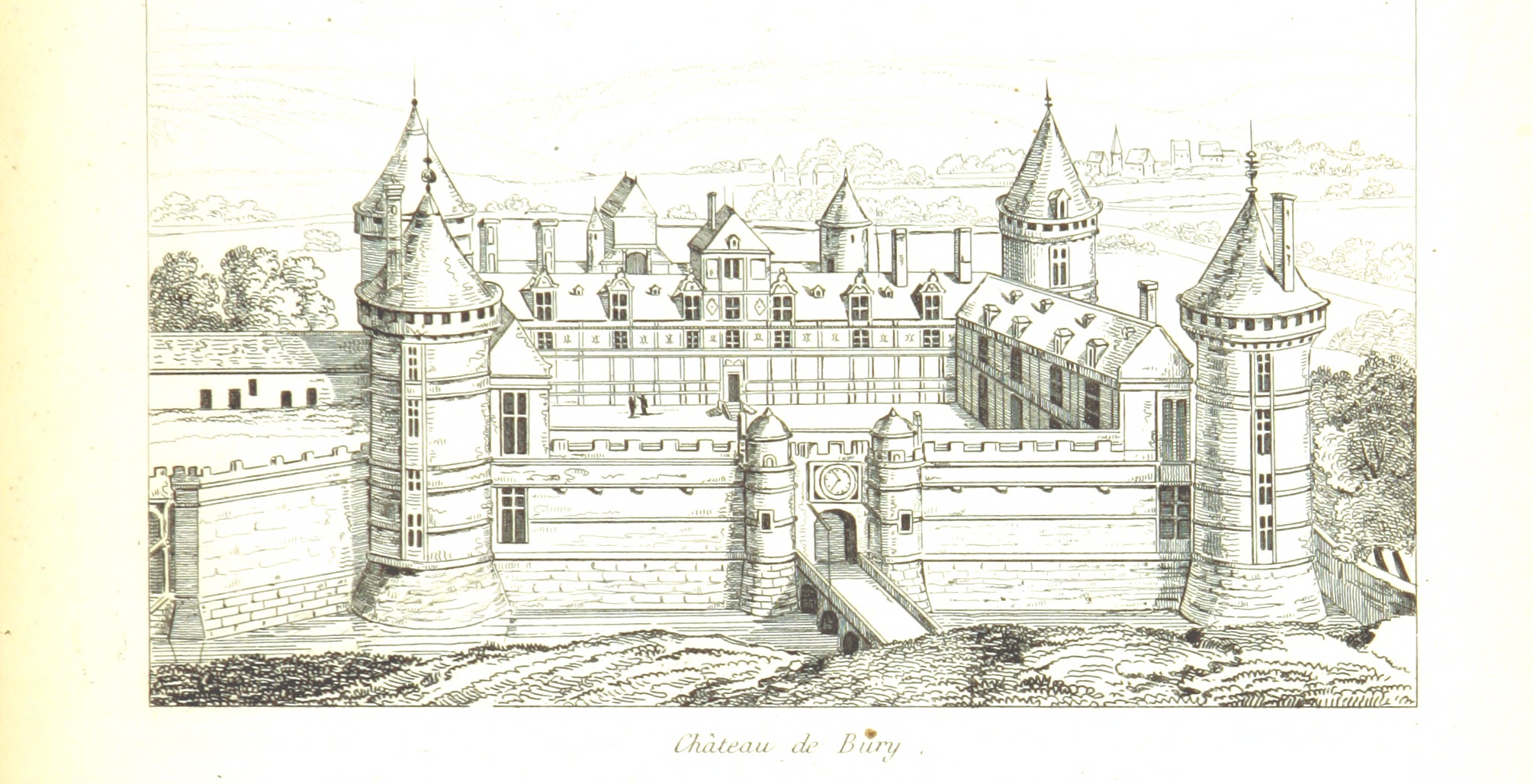
Gravure du château de Bury construit pour Florimond Robertet.

Grâce à sa fortune, Florimond multiplia les possessions de la famille. Il commence par faire construire un hôtel particulier dans le centre de Blois, l'hôtel d'Alluye, commencé probablemente en 1498, soit au début du règne de Louis XII. Au même moment, le roi commande la réfection du château de Blois, dont le style de l'actuelle aile Louis-XII est proche de l'hôtel d'Alluye. Par la suite, il acquiert la châtellenie de Villemomble, achetée en 1507 à Aymar de Prie, seigneur de Buzançais, moyennant 6 000 livres, puis celle de la Guierche, formalisée l'année suivante contre 10 000 écus d'or. En 1509, la seigneurie de Brou lui est grâcieusement offerte par l'évêque de Chartres, Érard de La Marck. En 1511, il met la main, pour 6 000 écus, sur le domaine de Bury, alors en ruines depuis la guerre de Cent Ans, ce qui lui laisse le champ libre pour y construire un somptueux palais,, dont la réputation rivalisait à l'époque avec le château de Chambord, bien que ce dernier étant, du vivant de Florimond, toujours en chantier. Si François Ier a choisi la Sologne pour y établir son palais, le choix de Bury s'avère plus stratégique : situé à l'autre bout de la forêt de Blois, où Louis XII avait l'habitude de chasser,, Bury est d'ailleurs facilement relié au château de Blois par une unique route sans avoir à traverser d'autres rivières que la Cisse : l'allée de Bury. Vers 1513, il échangea la seigneurie de Villemomble (plus 14 000 livres tournois en soulte) contre la baronnie d'Alluyes, possédée jusque là par Antoine de Luxembourg. Enfin, vers 1525, Louise de Savoie lui cède l'importante seigneurie de Roche-en-Régnier, en Velay, confisquée au duc Charles III de Bourbon, devenu renégat au service de l'empereur Charles Quint.

### Branche aînée
Resté en Forez, François Robertet épousa une Colette de La Loëre, fille de sire Martin de La Loëre de Bonnefond, de qui il eut un fils et une fille. Cette dernière, Madeleine, épousa Gilbert Bayard, également conseiller et secrétaire du roi, d'où postérité.

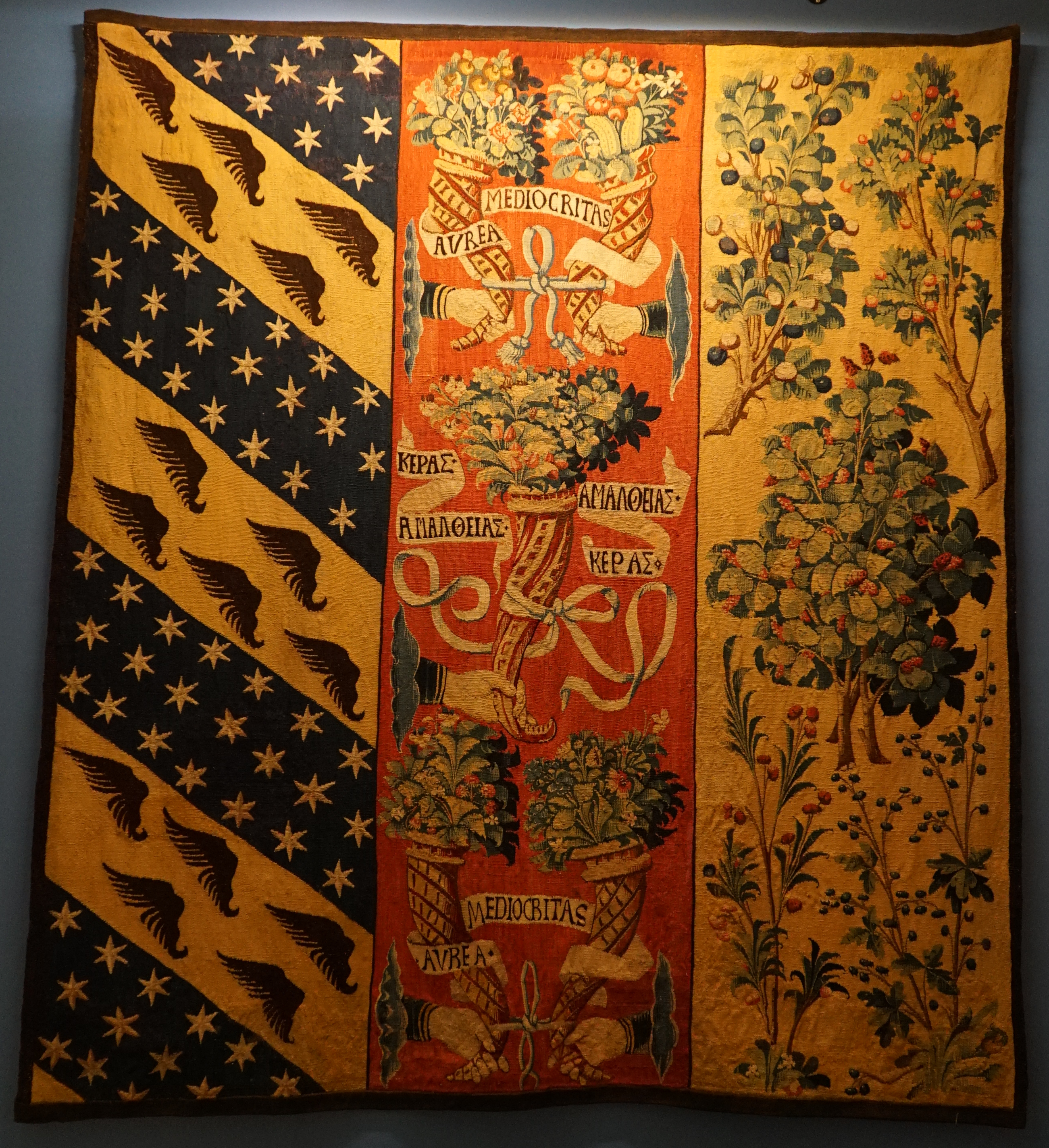
Tapisserie en soie et laine du début du XVIe siècle aux armes de la famille, Musée de Cluny.

L'héritier de François, Jean-René Robertet, récupéra les Buillons et suivit la carrière administrative de la famille en devenant vice-bailli de Vienne, conseiller du roi François Ier, secrétaire de ses finances puis maître des requêtes. Seigneur de la Mothe Jolivette (sans doute à Bessay) et de Charlieu (un fief sis à Montbrison), fl. dans la première moitié du XVIe siècle, il est surtout connu des historiens d’art. C’est par lui que la tapisserie de La Dame à la licorne entra dans la famille Robertet. Il maria, en effet, Jeanne Le Viste (vers 1510-1566), dame de Fresnes-lès-Rungis, de Châtillon et de Bagnols en Lyonnais, fille et unique héritière d'Antoine II Le Viste, dont la dot fait entrer les châteaux d'Arcy, de Bagnols, de Châtillon-d'Azergues, de Montmorillon et de Fresnes parmi les propriétés des Robertet,. Avec Jeanne, Jean-René eut à son tour un fils, Florimond II, et une fille, Marie.
Florimond II († 1567), surnommé Robertet de Fresnes, s'est distingué en devenant l'un des premiers secrétaires d'État à proprement parler, la charge étant officialisée à partir des années 1550. S'inscrivant dans la continuité de son grand-oncle Florimond Ier mais sous Henri II, Florimond II récupéra le poste de son beau-père, feu Côme Clausse, mort en 1558, se retrouvant ainsi chargé des relations avec les provinces de Languedoc, de Guyenne, de Bretagne et de Provence, ainsi qu'avec les royaumes d'Espagne et de Portugal,. En 1561, l'actuel quartier Bellecour, à Lyon, est érigé en fief par le cardinal de Tournon, alors archevêque de Lyon (et antérieurement abbé commendataire de Saint-Laumer à Blois), à la faveur de Florimond II,,,. Bien qu'il épousa Marie Clausse († 1626), Florimond II mourut en 1567 et le couple ne laissa pas de descendance. L'année précédente, il avait cédé ses dépendances à Châtillon et à Bagnols à Jean Camus, ancien échevin à Lyon.
En conséquence, sa sœur, Marie Robertet († 1600), se retrouva unique héritière de Florimond II, et récupéra les fiefs d'Arcy, de Bellecour, de Montmorillon et de Fresnes. Elle avait épousé en 1558 sire André de Guillard, conseiller du roi Henri II et seigneur de Lisle, avec qui elle eut un fils, Louis de Guillard, qui laissa postérité.

### Branche cadette

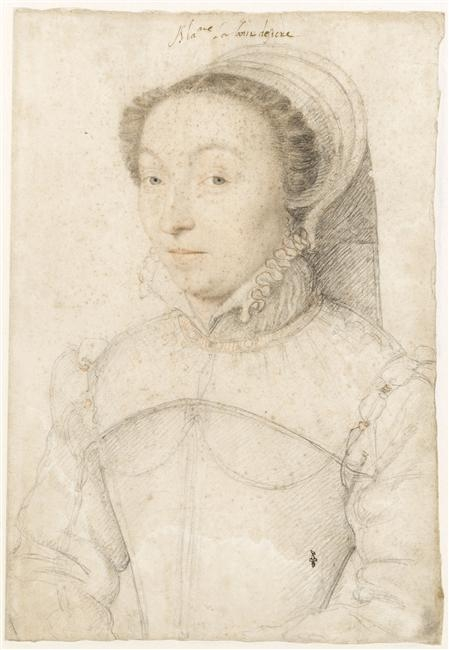
Françoise Robertet, fille de Florimond I^{er}.

Le mariage de Florimond Ier († 1527) avec Michèle Gaillard († 1549) laissa au moins sept enfants, dont trois filles, Anne, Louise et Françoise. La première épousa en premières noces Claude d'Estampille, seigneur de La Ferté-Nabert, puis en secondes noces Claude de La Châtre, baron de La Maisonfort, avec qui elle laissa postérité, dont le maréchal Claude de La Châtre de La Maisonfort. Quant à sa sœur cadette, Louise Robertet, elle fut promise à François du Fau, baron du Vigeant, à qui elle laissa cinq enfants,,. Enfin, Françoise (1519–1580) eut comme époux Jean Babou, seigneur de la Bourdaisière, comte de Sagonne, grand-bailli de Touraine et grand maître de l'artillerie de France, avec qui elle laissa postérité, notamment en la personne de Françoise Babou de la Bourdaisière,,,, elle-même mère de Gabrielle d'Estrées, favorite du roi Henri IV.
À l'image de leurs oncles élus évêques d'Albi, deux des fils de Florimond furent par ailleurs destinés au clergé. Ainsi, Jacques se dédia à la collégiale royale Saint-Aignan d'Orléans où il devint doyen en 1511, avant de se retirer au profit de son frère Louis († 1523).
En tant que fils aîné, Claude Robertet (1505–1567) hérita de la baronnie d'Alluyes et du château de Bury, et poursuit dans la voie de son père en tant que général des finances en Normandie, avant de lui succéder en tant que trésorier de France attaché à cette même province. En 1519, il devint secrétaire du roi sur la résignation de son frère Louis nommé doyen à Saint-Aignan d'Orléans. Il avait épousé dame Anne Briçonnet, de la famille du cardinal Briçonnet.

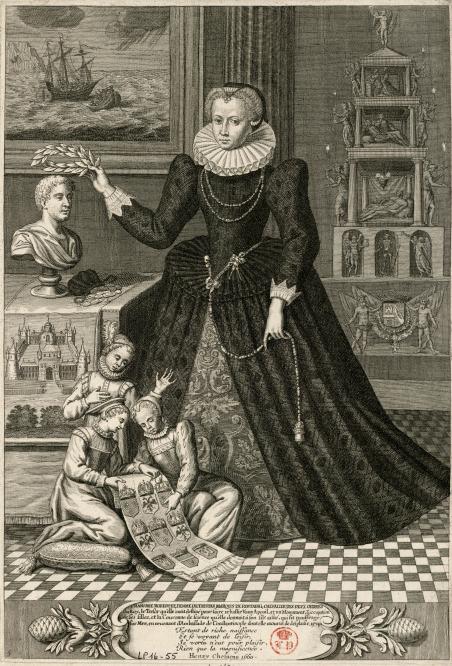
Françoise Robertet, fille de François II et épouse de Tristan de Rostaing.

Son frère cadet, François II, récupéra quant à lui la baronnie de Brou ainsi que la seigneurie de la Guierche. Devenu bailli du Palais à Paris, il épousa Jacqueline Hurault, fille de Jean Hurault du Marais, seigneur de Veuil, avec qui il eut une fille, Françoise (1533–1580), qui épousa le marquis Tristan de Rostaing, d'où postérité,,,.
Un autre fils de Florimond Ier, Étienne, est mentionné comme maître de la garde-robe du roi puis comme gouverneur et lieutenant du roi en la ville de Bourges, sans qu'on n'en sache davantage. On lui attribue cependant la paternité d'une fille, une autre Louise, celle-ci mariée au protestant Vincent du Puy, alors bailli de Bourges,.
D'Anne Briçonnet, Claude laissa deux fils et plusieurs filles. L'aîné, Florimond III († 1569), surnommé Robertet d'Alluye pour le différencier de son cousin Robertet de Fresnes, a d'abord été attaché du duc de Guise avant de passer au service de la reine-mère Catherine de Médicis, qui l'envoya à l'étranger à plusieurs reprises en tant qu'ambassadeur, notamment à Turin ou en Angleterre. Il fut nommé secrétaire d'État en remplacement de feu Jean du Thier, dont il récupère en 1566 du château de Beauregard, situé en lisière de la forêt de Russy, près de Blois, mais mourut trois ans plus tard, à l'âge de 36 ans. Il avait épousé en 1557 Jeanne d'Halluin, demoiselle de Pienne et dame d'honneur de la reine-mère, avec qui il eut un fils, Étienne Roberdet d'Alluye, mort en bas âge.
Florimond III avait eu un frère cadet, François III († 1603), qui hérita des fiefs d'Alluyes, de Bury (entre-temps élevé en baronnie) et de Beauregard. Il épousa Madeleine Brûlart, fille de Pierre Brûlart de Genlis, mais le couple mourut sans laisser de descendance,.
Quant aux filles du baron Claude († 1567), l'aînée, également nommée Claude, épousa en premières noces sire Claude Le Breton, seigneur de Villandry, mais le couple ne laissa pas d'enfants. Devenue veuve, elle se remaria avec l'italien Scipion Piovene, à qui elle laissa une fille. Redevenue veuve une seconde fois, elle finit sa vie avec Louis du Bois, à qui elle ne laissa également que des filles. La cadette, Michèle († 1596), a épousé François de Maricourt, baron de Mouchy-le-Châtel, sans que le couple ne laisse d'enfants. La troisième, Léonore (ou Éléonore,,), fut épouse de François de Mandelot, gouverneur de Lyon, avec qui elle laissa postérité,.

## Généalogie simplifiée
|  |  |  |  |  |  |  |  |  |  |                 |                 |                 |                 |                 |                 |  |  |                     |                     |                     |                     |                     |                     |                           |                           |                           |                           |                           |                           |                        |                        |  |  |                        |                        |                        |                        |                        |                        |  |  |                       |                       |                       |                       |                       |                       |                   |                   |                    |                    |                    |                    |                    |                    |                  |                 |                 |                 |               |               |               |               |                        |                        |                        |                        |                        |                        |                     |                     |  |  |                       |                       |                       |                       |                       |                       |                  |                  |               |               |               |               |               |               |  |  |                      |                      |                      |                      |                      |                      |  |  |                |                |                |                |                |                |  |  |                       |                       |                       |                       |                       |                       |  |  |  |  |  |  |  |  |  |  |  |  |  |  |  |  |  |  |  |  |  |  |  |  |  |  |  |  |  |  |  |  |  |  |  |  |  |  |  |  |  |  |  |  |  |  |  |  |  |  |  |  |  |  |  |  |  |  |
|  |  |  |  |  |  |  |  |  |  |                 |                 |                 |                 |                 |                 |  |  |                     |                     |                     |                     |                     |                     |                           |                           |                           |                           |                           |                           |                        |                        |  |  | Paul (???)             |                        |                        |                        |                        |                        |  |  |                       |                       |                       |                       |                       |                       |                   |                   |                    |                    |                    |                    |                    |                    |                  |                 |                 |                 |               |               |               |               |                        |                        |                        |                        |                        |                        |                     |                     |  |  |                       |                       |                       |                       |                       |                       |                  |                  |               |               |               |               |               |               |  |  |                      |                      |                      |                      |                      |                      |  |  |                |                |                |                |                |                |  |  |                       |                       |                       |                       |                       |                       |  |  |  |  |  |  |  |  |  |  |  |  |  |  |  |  |  |  |  |  |  |  |  |  |  |  |  |  |  |  |  |  |  |  |  |  |  |  |  |  |  |  |  |  |  |  |  |  |  |  |  |  |  |  |  |  |  |  |
|  |  |  |  |  |  |  |  |  |  |                 |                 |                 |                 |                 |                 |  |  |                     |                     |                     |                     |                     |                     |                           |                           |                           |                           |                           |                           |                        |                        |  |  |                        |                        |                        |                        |                        |                        |  |  |                       |                       |                       |                       |                       |                       |                   |                   |                    |                    |                    |                    |                    |                    |                  |                 |                 |                 |               |               |               |               |                        |                        |                        |                        |                        |                        |                     |                     |  |  |                       |                       |                       |                       |                       |                       |                  |                  |               |               |               |               |               |               |  |  |                      |                      |                      |                      |                      |                      |  |  |                |                |                |                |                |                |  |  |                       |                       |                       |                       |                       |                       |  |  |  |  |  |  |  |  |  |  |  |  |  |  |  |  |  |  |  |  |  |  |  |  |  |  |  |  |  |  |  |  |  |  |  |  |  |  |  |  |  |  |  |  |  |  |  |  |  |  |  |  |  |  |  |  |  |  |
|  |  |  |  |  |  |  |  |  |  |                 |                 |                 |                 |                 |                 |  |  |                     |                     |                     |                     |                     |                     |                           |                           |                           |                           |                           |                           |                        |                        |  |  | Jean Ier (???)         |                        |                        |                        |                        |                        |  |  |                       |                       |                       |                       |                       |                       |                   |                   |                    |                    |                    |                    |                    |                    |                  |                 |                 |                 |               |               |               |               |                        |                        |                        |                        |                        |                        |                     |                     |  |  |                       |                       |                       |                       |                       |                       |                  |                  |               |               |               |               |               |               |  |  |                      |                      |                      |                      |                      |                      |  |  |                |                |                |                |                |                |  |  |                       |                       |                       |                       |                       |                       |  |  |  |  |  |  |  |  |  |  |  |  |  |  |  |  |  |  |  |  |  |  |  |  |  |  |  |  |  |  |  |  |  |  |  |  |  |  |  |  |  |  |  |  |  |  |  |  |  |  |  |  |  |  |  |  |  |  |
|  |  |  |  |  |  |  |  |  |  |                 |                 |                 |                 |                 |                 |  |  |                     |                     |                     |                     |                     |                     |                           |                           |                           |                           |                           |                           |                        |                        |  |  |                        |                        |                        |                        |                        |                        |  |  |                       |                       |                       |                       |                       |                       |                   |                   |                    |                    |                    |                    |                    |                    |                  |                 |                 |                 |               |               |               |               |                        |                        |                        |                        |                        |                        |                     |                     |  |  |                       |                       |                       |                       |                       |                       |                  |                  |               |               |               |               |               |               |  |  |                      |                      |                      |                      |                      |                      |  |  |                |                |                |                |                |                |  |  |                       |                       |                       |                       |                       |                       |  |  |  |  |  |  |  |  |  |  |  |  |  |  |  |  |  |  |  |  |  |  |  |  |  |  |  |  |  |  |  |  |  |  |  |  |  |  |  |  |  |  |  |  |  |  |  |  |  |  |  |  |  |  |  |  |  |  |
|  |  |  |  |  |  |  |  |  |  |                 |                 |                 |                 |                 |                 |  |  |                     |                     |                     |                     |                     |                     |                           |                           |                           |                           |                           |                           |                        |                        |  |  |                        |                        |                        |                        |                        |                        |  |  |                       |                       |                       |                       |                       |                       |                   |                   |                    |                    |                    |                    |                    |                    |                  |                 |                 |                 |               |               |               |               |                        |                        |                        |                        |                        |                        |                     |                     |  |  |                       |                       |                       |                       |                       |                       |                  |                  |               |               |               |               |               |               |  |  |                      |                      |                      |                      |                      |                      |  |  |                |                |                |                |                |                |  |  |                       |                       |                       |                       |                       |                       |  |  |  |  |  |  |  |  |  |  |  |  |  |  |  |  |  |  |  |  |  |  |  |  |  |  |  |  |  |  |  |  |  |  |  |  |  |  |  |  |  |  |  |  |  |  |  |  |  |  |  |  |  |  |  |  |  |  |
|  |  |  |  |  |  |  |  |  |  |                 |                 |                 |                 |                 |                 |  |  |                     |                     |                     |                     |                     |                     |                           |                           | Jean II (???)             | Jean II (???)             | Jean II (???)             | Jean II (???)             | Jean II (???)          | Jean II (???)          |  |  | Louis (???)            | Louis (???)            | Louis (???)            | Louis (???)            | Louis (???)            | Louis (???)            |  |  | Pierre II (???)       | Pierre II (???)       | Pierre II (???)       | Pierre II (???)       | Pierre II (???)       | Pierre II (???)       |                   |                   |                    |                    |                    |                    |                    |                    |                  |                 |                 |                 |               |               |               |               |                        |                        |                        |                        |                        |                        |                     |                     |  |  |                       |                       |                       |                       |                       |                       |                  |                  |               |               |               |               |               |               |  |  |                      |                      |                      |                      |                      |                      |  |  |                |                |                |                |                |                |  |  |                       |                       |                       |                       |                       |                       |  |  |  |  |  |  |  |  |  |  |  |  |  |  |  |  |  |  |  |  |  |  |  |  |  |  |  |  |  |  |  |  |  |  |  |  |  |  |  |  |  |  |  |  |  |  |  |  |  |  |  |  |  |  |  |  |  |  |
|  |  |  |  |  |  |  |  |  |  |                 |                 |                 |                 |                 |                 |  |  |                     |                     |                     |                     |                     |                     |                           |                           | Jean II (???)             | Jean II (???)             | Jean II (???)             | Jean II (???)             | Jean II (???)          | Jean II (???)          |  |  | Louis (???)            | Louis (???)            | Louis (???)            | Louis (???)            | Louis (???)            | Louis (???)            |  |  | Pierre II (???)       | Pierre II (???)       | Pierre II (???)       | Pierre II (???)       | Pierre II (???)       | Pierre II (???)       |                   |                   |                    |                    |                    |                    |                    |                    |                  |                 |                 |                 |               |               |               |               |                        |                        |                        |                        |                        |                        |                     |                     |  |  |                       |                       |                       |                       |                       |                       |                  |                  |               |               |               |               |               |               |  |  |                      |                      |                      |                      |                      |                      |  |  |                |                |                |                |                |                |  |  |                       |                       |                       |                       |                       |                       |  |  |  |  |  |  |  |  |  |  |  |  |  |  |  |  |  |  |  |  |  |  |  |  |  |  |  |  |  |  |  |  |  |  |  |  |  |  |  |  |  |  |  |  |  |  |  |  |  |  |  |  |  |  |  |  |  |  |
|  |  |  |  |  |  |  |  |  |  |                 |                 |                 |                 |                 |                 |  |  |                     |                     |                     |                     |                     |                     |                           |                           |                           |                           |                           |                           |                        |                        |  |  |                        |                        |                        |                        |                        |                        |  |  |                       |                       |                       |                       |                       |                       |                   |                   |                    |                    |                    |                    |                    |                    |                  |                 |                 |                 |               |               |               |               |                        |                        |                        |                        |                        |                        |                     |                     |  |  |                       |                       |                       |                       |                       |                       |                  |                  |               |               |               |               |               |               |  |  |                      |                      |                      |                      |                      |                      |  |  |                |                |                |                |                |                |  |  |                       |                       |                       |                       |                       |                       |  |  |  |  |  |  |  |  |  |  |  |  |  |  |  |  |  |  |  |  |  |  |  |  |  |  |  |  |  |  |  |  |  |  |  |  |  |  |  |  |  |  |  |  |  |  |  |  |  |  |  |  |  |  |  |  |  |  |
|  |  |  |  |  |  |  |  |  |  |                 |                 |                 |                 |                 |                 |  |  |                     |                     |                     |                     |                     |                     |                           |                           | Jean III († vers 1503)    | Jean III († vers 1503)    | Jean III († vers 1503)    | Jean III († vers 1503)    | Jean III († vers 1503) | Jean III († vers 1503) |  |  | Jacques (???)          | Jacques (???)          | Jacques (???)          | Jacques (???)          | Jacques (???)          | Jacques (???)          |  |  | Alexis (???)          | Alexis (???)          | Alexis (???)          | Alexis (???)          | Alexis (???)          | Alexis (???)          |                   |                   |                    |                    |                    |                    |                    |                    |                  |                 |                 |                 |               |               |               |               |                        |                        |                        |                        |                        |                        |                     |                     |  |  |                       |                       |                       |                       |                       |                       |                  |                  |               |               |               |               |               |               |  |  |                      |                      |                      |                      |                      |                      |  |  |                |                |                |                |                |                |  |  |                       |                       |                       |                       |                       |                       |  |  |  |  |  |  |  |  |  |  |  |  |  |  |  |  |  |  |  |  |  |  |  |  |  |  |  |  |  |  |  |  |  |  |  |  |  |  |  |  |  |  |  |  |  |  |  |  |  |  |  |  |  |  |  |  |  |  |
|  |  |  |  |  |  |  |  |  |  |                 |                 |                 |                 |                 |                 |  |  |                     |                     |                     |                     |                     |                     |                           |                           | Jean III († vers 1503)    | Jean III († vers 1503)    | Jean III († vers 1503)    | Jean III († vers 1503)    | Jean III († vers 1503) | Jean III († vers 1503) |  |  | Jacques (???)          | Jacques (???)          | Jacques (???)          | Jacques (???)          | Jacques (???)          | Jacques (???)          |  |  | Alexis (???)          | Alexis (???)          | Alexis (???)          | Alexis (???)          | Alexis (???)          | Alexis (???)          |                   |                   |                    |                    |                    |                    |                    |                    | famille Gaillard |                 |                 |                 |               |               |               |               |                        |                        |                        |                        |                        |                        |                     |                     |  |  |                       |                       |                       |                       |                       |                       |                  |                  |               |               |               |               |               |               |  |  |                      |                      |                      |                      |                      |                      |  |  |                |                |                |                |                |                |  |  |                       |                       |                       |                       |                       |                       |  |  |  |  |  |  |  |  |  |  |  |  |  |  |  |  |  |  |  |  |  |  |  |  |  |  |  |  |  |  |  |  |  |  |  |  |  |  |  |  |  |  |  |  |  |  |  |  |  |  |  |  |  |  |  |  |  |  |
|  |  |  |  |  |  |  |  |  |  |                 |                 |                 |                 |                 |                 |  |  |                     |                     |                     |                     |                     |                     |                           |                           |                           |                           |                           |                           |                        |                        |  |  |                        |                        |                        |                        |                        |                        |  |  |                       |                       |                       |                       |                       |                       |                   |                   |                    |                    |                    |                    |                    |                    |                  |                 |                 |                 |               |               |               |               |                        |                        |                        |                        |                        |                        |                     |                     |  |  |                       |                       |                       |                       |                       |                       |                  |                  |               |               |               |               |               |               |  |  |                      |                      |                      |                      |                      |                      |  |  |                |                |                |                |                |                |  |  |                       |                       |                       |                       |                       |                       |  |  |  |  |  |  |  |  |  |  |  |  |  |  |  |  |  |  |  |  |  |  |  |  |  |  |  |  |  |  |  |  |  |  |  |  |  |  |  |  |  |  |  |  |  |  |  |  |  |  |  |  |  |  |  |  |  |  |
|  |  |  |  |  |  |  |  |  |  |                 |                 |                 |                 |                 |                 |  |  | branche de Fresnes  | branche de Fresnes  | branche de Fresnes  | branche de Fresnes  | branche de Fresnes  | branche de Fresnes  |                           |                           | Charles († 1515)          | Charles († 1515)          | Charles († 1515)          | Charles († 1515)          | Charles († 1515)       | Charles († 1515)       |  |  | Jacques († 1519)       | Jacques († 1519)       | Jacques († 1519)       | Jacques († 1519)       | Jacques († 1519)       | Jacques († 1519)       |  |  |                       |                       | branche d'Alluyes     | branche d'Alluyes     | branche d'Alluyes     | branche d'Alluyes     | branche d'Alluyes | branche d'Alluyes |                    |                    |                    |                    |                    |                    |                  |                 |                 |                 |               |               |               |               |                        |                        |                        |                        |                        |                        |                     |                     |  |  |                       |                       |                       |                       |                       |                       |                  |                  |               |               |               |               |               |               |  |  |                      |                      |                      |                      |                      |                      |  |  |                |                |                |                |                |                |  |  |                       |                       |                       |                       |                       |                       |  |  |  |  |  |  |  |  |  |  |  |  |  |  |  |  |  |  |  |  |  |  |  |  |  |  |  |  |  |  |  |  |  |  |  |  |  |  |  |  |  |  |  |  |  |  |  |  |  |  |  |  |  |  |  |  |  |  |
|  |  |  |  |  |  |  |  |  |  |                 |                 |                 |                 |                 |                 |  |  | branche de Fresnes  | branche de Fresnes  | branche de Fresnes  | branche de Fresnes  | branche de Fresnes  | branche de Fresnes  | François Ier († ap. 1512) | François Ier († ap. 1512) | François Ier († ap. 1512) | François Ier († ap. 1512) | François Ier († ap. 1512) | François Ier († ap. 1512) | Charles († 1515)       | Charles († 1515)       |  |  | Jacques († 1519)       | Jacques († 1519)       | Jacques († 1519)       | Jacques († 1519)       | Jacques († 1519)       | Jacques († 1519)       |  |  |                       |                       | branche d'Alluyes     | branche d'Alluyes     | branche d'Alluyes     | branche d'Alluyes     | branche d'Alluyes | branche d'Alluyes |                    |                    |                    |                    |                    |                    |                  |                 |                 |                 |               |               |               |               | Florimond Ier († 1527) | Florimond Ier († 1527) | Florimond Ier († 1527) | Florimond Ier († 1527) | Florimond Ier († 1527) | Florimond Ier († 1527) |                     |                     |  |  |                       |                       | Michèle († 1549)      | Michèle († 1549)      | Michèle († 1549)      | Michèle († 1549)      | Michèle († 1549) | Michèle († 1549) |               |               |               |               |               |               |  |  |                      |                      |                      |                      |                      |                      |  |  |                |                |                |                |                |                |  |  |                       |                       |                       |                       |                       |                       |  |  |  |  |  |  |  |  |  |  |  |  |  |  |  |  |  |  |  |  |  |  |  |  |  |  |  |  |  |  |  |  |  |  |  |  |  |  |  |  |  |  |  |  |  |  |  |  |  |  |  |  |  |  |  |  |  |  |
|  |  |  |  |  |  |  |  |  |  |                 |                 |                 |                 |                 |                 |  |  |                     |                     |                     |                     |                     |                     | François Ier († ap. 1512) | François Ier († ap. 1512) | François Ier († ap. 1512) | François Ier († ap. 1512) | François Ier († ap. 1512) | François Ier († ap. 1512) |                        |                        |  |  |                        |                        |                        |                        |                        |                        |  |  |                       |                       |                       |                       |                       |                       |                   |                   |                    |                    |                    |                    |                    |                    |                  |                 |                 |                 |               |               |               |               | Florimond Ier († 1527) | Florimond Ier († 1527) | Florimond Ier († 1527) | Florimond Ier († 1527) | Florimond Ier († 1527) | Florimond Ier († 1527) |                     |                     |  |  |                       |                       | Michèle († 1549)      | Michèle († 1549)      | Michèle († 1549)      | Michèle († 1549)      | Michèle († 1549) | Michèle († 1549) |               |               |               |               |               |               |  |  |                      |                      |                      |                      |                      |                      |  |  |                |                |                |                |                |                |  |  |                       |                       |                       |                       |                       |                       |  |  |  |  |  |  |  |  |  |  |  |  |  |  |  |  |  |  |  |  |  |  |  |  |  |  |  |  |  |  |  |  |  |  |  |  |  |  |  |  |  |  |  |  |  |  |  |  |  |  |  |  |  |  |  |  |  |  |
|  |  |  |  |  |  |  |  |  |  |                 |                 |                 |                 |                 |                 |  |  |                     |                     |                     |                     |                     |                     |                           |                           |                           |                           |                           |                           |                        |                        |  |  |                        |                        |                        |                        |                        |                        |  |  |                       |                       |                       |                       |                       |                       |                   |                   |                    |                    |                    |                    |                    |                    |                  |                 |                 |                 |               |               |               |               |                        |                        |                        |                        |                        |                        |                     |                     |  |  |                       |                       |                       |                       |                       |                       |                  |                  |               |               |               |               |               |               |  |  |                      |                      |                      |                      |                      |                      |  |  |                |                |                |                |                |                |  |  |                       |                       |                       |                       |                       |                       |  |  |  |  |  |  |  |  |  |  |  |  |  |  |  |  |  |  |  |  |  |  |  |  |  |  |  |  |  |  |  |  |  |  |  |  |  |  |  |  |  |  |  |  |  |  |  |  |  |  |  |  |  |  |  |  |  |  |
|  |  |  |  |  |  |  |  |  |  |                 |                 |                 |                 |                 |                 |  |  |                     |                     |                     |                     |                     |                     |                           |                           |                           |                           |                           |                           |                        |                        |  |  |                        |                        |                        |                        |                        |                        |  |  |                       |                       |                       |                       |                       |                       |                   |                   |                    |                    |                    |                    |                    |                    |                  |                 |                 |                 |               |               |               |               |                        |                        |                        |                        |                        |                        |                     |                     |  |  |                       |                       |                       |                       |                       |                       |                  |                  |               |               |               |               |               |               |  |  |                      |                      |                      |                      |                      |                      |  |  |                |                |                |                |                |                |  |  |                       |                       |                       |                       |                       |                       |  |  |  |  |  |  |  |  |  |  |  |  |  |  |  |  |  |  |  |  |  |  |  |  |  |  |  |  |  |  |  |  |  |  |  |  |  |  |  |  |  |  |  |  |  |  |  |  |  |  |  |  |  |  |  |  |  |  |
|  |  |  |  |  |  |  |  |  |  | Madeleine (???) | Madeleine (???) | Madeleine (???) | Madeleine (???) | Madeleine (???) | Madeleine (???) |  |  |                     |                     |                     |                     | Jean-René († ?)     | Jean-René († ?)     | Jean-René († ?)           | Jean-René († ?)           | Jean-René († ?)           | Jean-René († ?)           |                           |                           |                        |                        |  |  |                        |                        |                        |                        |                        |                        |  |  |                       |                       |                       |                       |                       |                       |                   |                   | Claude (1505–1567) | Claude (1505–1567) | Claude (1505–1567) | Claude (1505–1567) | Claude (1505–1567) | Claude (1505–1567) |                  |                 | Jacques (???)   | Jacques (???)   | Jacques (???) | Jacques (???) | Jacques (???) | Jacques (???) |                        |                        | Louis († 1522)         | Louis († 1522)         | Louis († 1522)         | Louis († 1522)         | Louis († 1522)      | Louis († 1522)      |  |  | François II (???)     | François II (???)     | François II (???)     | François II (???)     | François II (???)     | François II (???)     |                  |                  | Étienne (???) | Étienne (???) | Étienne (???) | Étienne (???) | Étienne (???) | Étienne (???) |  |  | Anne (???)           | Anne (???)           | Anne (???)           | Anne (???)           | Anne (???)           | Anne (???)           |  |  | Louise (???)   | Louise (???)   | Louise (???)   | Louise (???)   | Louise (???)   | Louise (???)   |  |  | Françoise (1519–1580) | Françoise (1519–1580) | Françoise (1519–1580) | Françoise (1519–1580) | Françoise (1519–1580) | Françoise (1519–1580) |  |  |  |  |  |  |  |  |  |  |  |  |  |  |  |  |  |  |  |  |  |  |  |  |  |  |  |  |  |  |  |  |  |  |  |  |  |  |  |  |  |  |  |  |  |  |  |  |  |  |  |  |  |  |  |  |  |  |
|  |  |  |  |  |  |  |  |  |  | Madeleine (???) | Madeleine (???) | Madeleine (???) | Madeleine (???) | Madeleine (???) | Madeleine (???) |  |  |                     |                     |                     |                     | Jean-René († ?)     | Jean-René († ?)     | Jean-René († ?)           | Jean-René († ?)           | Jean-René († ?)           | Jean-René († ?)           |                           |                           |                        |                        |  |  |                        |                        |                        |                        |                        |                        |  |  |                       |                       |                       |                       |                       |                       |                   |                   | Claude (1505–1567) | Claude (1505–1567) | Claude (1505–1567) | Claude (1505–1567) | Claude (1505–1567) | Claude (1505–1567) |                  |                 | Jacques (???)   | Jacques (???)   | Jacques (???) | Jacques (???) | Jacques (???) | Jacques (???) |                        |                        | Louis († 1522)         | Louis († 1522)         | Louis († 1522)         | Louis († 1522)         | Louis († 1522)      | Louis († 1522)      |  |  | François II (???)     | François II (???)     | François II (???)     | François II (???)     | François II (???)     | François II (???)     |                  |                  | Étienne (???) | Étienne (???) | Étienne (???) | Étienne (???) | Étienne (???) | Étienne (???) |  |  | Anne (???)           | Anne (???)           | Anne (???)           | Anne (???)           | Anne (???)           | Anne (???)           |  |  | Louise (???)   | Louise (???)   | Louise (???)   | Louise (???)   | Louise (???)   | Louise (???)   |  |  | Françoise (1519–1580) | Françoise (1519–1580) | Françoise (1519–1580) | Françoise (1519–1580) | Françoise (1519–1580) | Françoise (1519–1580) |  |  |  |  |  |  |  |  |  |  |  |  |  |  |  |  |  |  |  |  |  |  |  |  |  |  |  |  |  |  |  |  |  |  |  |  |  |  |  |  |  |  |  |  |  |  |  |  |  |  |  |  |  |  |  |  |  |  |
|  |  |  |  |  |  |  |  |  |  |                 |                 |                 |                 |                 |                 |  |  |                     |                     |                     |                     |                     |                     |                           |                           |                           |                           |                           |                           |                        |                        |  |  |                        |                        |                        |                        |                        |                        |  |  |                       |                       |                       |                       |                       |                       |                   |                   |                    |                    |                    |                    |                    |                    |                  |                 |                 |                 |               |               |               |               |                        |                        |                        |                        |                        |                        |                     |                     |  |  |                       |                       |                       |                       |                       |                       |                  |                  |               |               |               |               |               |               |  |  |                      |                      |                      |                      |                      |                      |  |  |                |                |                |                |                |                |  |  |                       |                       |                       |                       |                       |                       |  |  |  |  |  |  |  |  |  |  |  |  |  |  |  |  |  |  |  |  |  |  |  |  |  |  |  |  |  |  |  |  |  |  |  |  |  |  |  |  |  |  |  |  |  |  |  |  |  |  |  |  |  |  |  |  |  |  |
|  |  |  |  |  |  |  |  |  |  | famille Bayard  | famille Bayard  | famille Bayard  | famille Bayard  | famille Bayard  | famille Bayard  |  |  | Marie († 1600)      | Marie († 1600)      | Marie († 1600)      | Marie († 1600)      | Marie († 1600)      | Marie († 1600)      |                           |                           | Florimond II († 1567)     | Florimond II († 1567)     | Florimond II († 1567)     | Florimond II († 1567)     | Florimond II († 1567)  | Florimond II († 1567)  |  |  | Florimond III († 1569) | Florimond III († 1569) | Florimond III († 1569) | Florimond III († 1569) | Florimond III († 1569) | Florimond III († 1569) |  |  | François III († 1603) | François III († 1603) | François III († 1603) | François III († 1603) | François III († 1603) | François III († 1603) |                   |                   | Claude (???)       | Claude (???)       | Claude (???)       | Claude (???)       | Claude (???)       | Claude (???)       |                  |                 | Michèle (???)   | Michèle (???)   | Michèle (???) | Michèle (???) | Michèle (???) | Michèle (???) |                        |                        | Léonore (???)          | Léonore (???)          | Léonore (???)          | Léonore (???)          | Léonore (???)       | Léonore (???)       |  |  | Françoise (1533–1580) | Françoise (1533–1580) | Françoise (1533–1580) | Françoise (1533–1580) | Françoise (1533–1580) | Françoise (1533–1580) |                  |                  | Louise        | Louise        | Louise        | Louise        | Louise        | Louise        |  |  | famille de La Châtre | famille de La Châtre | famille de La Châtre | famille de La Châtre | famille de La Châtre | famille de La Châtre |  |  | famille du Fau | famille du Fau | famille du Fau | famille du Fau | famille du Fau | famille du Fau |  |  | maison d'Estrées      | maison d'Estrées      | maison d'Estrées      | maison d'Estrées      | maison d'Estrées      | maison d'Estrées      |  |  |  |  |  |  |  |  |  |  |  |  |  |  |  |  |  |  |  |  |  |  |  |  |  |  |  |  |  |  |  |  |  |  |  |  |  |  |  |  |  |  |  |  |  |  |  |  |  |  |  |  |  |  |  |  |  |  |
|  |  |  |  |  |  |  |  |  |  | famille Bayard  | famille Bayard  | famille Bayard  | famille Bayard  | famille Bayard  | famille Bayard  |  |  | Marie († 1600)      | Marie († 1600)      | Marie († 1600)      | Marie († 1600)      | Marie († 1600)      | Marie († 1600)      |                           |                           | Florimond II († 1567)     | Florimond II († 1567)     | Florimond II († 1567)     | Florimond II († 1567)     | Florimond II († 1567)  | Florimond II († 1567)  |  |  | Florimond III († 1569) | Florimond III († 1569) | Florimond III († 1569) | Florimond III († 1569) | Florimond III († 1569) | Florimond III († 1569) |  |  | François III († 1603) | François III († 1603) | François III († 1603) | François III († 1603) | François III († 1603) | François III († 1603) |                   |                   | Claude (???)       | Claude (???)       | Claude (???)       | Claude (???)       | Claude (???)       | Claude (???)       |                  |                 | Michèle (???)   | Michèle (???)   | Michèle (???) | Michèle (???) | Michèle (???) | Michèle (???) |                        |                        | Léonore (???)          | Léonore (???)          | Léonore (???)          | Léonore (???)          | Léonore (???)       | Léonore (???)       |  |  | Françoise (1533–1580) | Françoise (1533–1580) | Françoise (1533–1580) | Françoise (1533–1580) | Françoise (1533–1580) | Françoise (1533–1580) |                  |                  | Louise        | Louise        | Louise        | Louise        | Louise        | Louise        |  |  | famille de La Châtre | famille de La Châtre | famille de La Châtre | famille de La Châtre | famille de La Châtre | famille de La Châtre |  |  | famille du Fau | famille du Fau | famille du Fau | famille du Fau | famille du Fau | famille du Fau |  |  | maison d'Estrées      | maison d'Estrées      | maison d'Estrées      | maison d'Estrées      | maison d'Estrées      | maison d'Estrées      |  |  |  |  |  |  |  |  |  |  |  |  |  |  |  |  |  |  |  |  |  |  |  |  |  |  |  |  |  |  |  |  |  |  |  |  |  |  |  |  |  |  |  |  |  |  |  |  |  |  |  |  |  |  |  |  |  |  |
|  |  |  |  |  |  |  |  |  |  |                 |                 |                 |                 |                 |                 |  |  |                     |                     |                     |                     |                     |                     |                           |                           |                           |                           |                           |                           |                        |                        |  |  |                        |                        |                        |                        |                        |                        |  |  |                       |                       |                       |                       |                       |                       |                   |                   |                    |                    |                    |                    |                    |                    |                  |                 |                 |                 |               |               |               |               |                        |                        |                        |                        |                        |                        |                     |                     |  |  |                       |                       |                       |                       |                       |                       |                  |                  |               |               |               |               |               |               |  |  |                      |                      |                      |                      |                      |                      |  |  |                |                |                |                |                |                |  |  |                       |                       |                       |                       |                       |                       |  |  |  |  |  |  |  |  |  |  |  |  |  |  |  |  |  |  |  |  |  |  |  |  |  |  |  |  |  |  |  |  |  |  |  |  |  |  |  |  |  |  |  |  |  |  |  |  |  |  |  |  |  |  |  |  |  |  |
|  |  |  |  |  |  |  |  |  |  |                 |                 |                 |                 |                 |                 |  |  | famille de Guillard | famille de Guillard | famille de Guillard | famille de Guillard | famille de Guillard | famille de Guillard |                           |                           |                           |                           |                           |                           |                        |                        |  |  | Étienne († vers 1570)  | Étienne († vers 1570)  | Étienne († vers 1570)  | Étienne († vers 1570)  | Étienne († vers 1570)  | Étienne († vers 1570)  |  |  |                       |                       |                       |                       | famille Piovene       | famille Piovene       | famille Piovene   | famille Piovene   | famille Piovene    | famille Piovene    |                    |                    | famille du Bois    | famille du Bois    | famille du Bois  | famille du Bois | famille du Bois | famille du Bois |               |               |               |               |                        |                        | famille de Mandelot    | famille de Mandelot    | famille de Mandelot    | famille de Mandelot    | famille de Mandelot | famille de Mandelot |  |  | famille de Rostaing   | famille de Rostaing   | famille de Rostaing   | famille de Rostaing   | famille de Rostaing   | famille de Rostaing   |                  |                  |               |               |               |               |               |               |  |  |                      |                      |                      |                      |                      |                      |  |  |                |                |                |                |                |                |  |  |                       |                       |                       |                       |                       |                       |  |  |  |  |  |  |  |  |  |  |  |  |  |  |  |  |  |  |  |  |  |  |  |  |  |  |  |  |  |  |  |  |  |  |  |  |  |  |  |  |  |  |  |  |  |  |  |  |  |  |  |  |  |  |  |  |  |  |

## Postérité

### Monuments
On doit aux membres de la famille Robertet la construction de multiples monuments historiques, dont :
- l'hôtel d'Alluye, à Blois (Loir-et-Cher), presque intact depuis sa construction pour Florimond Ier Robertet au XVIe siècle[75] ;
- l'ancien château de Bury, à Molineuf (Loir-et-Cher), actuellement en ruines[76],[30],[77].

### Odonymes
Plusieurs écoles ou rues de France honorent la famille ou l'un de ses membres, dont :
- l'escalier et la rue Florimond-Robertet, à Blois (Loir-et-Cher),
- le chemin de Florimond-Robertet, à Valencisse (Loir-et-Cher),
- la rue Florimond-Robertet, à Alluyes (Eure-et-Loir),
- la rue Florimond-Robertet, à Montbrison (Loire),
- le collège Florimond-Robertet, à Brou (Eure-et-Loir).

## Armes

### Blason
Les principaux héraldistes et généalogistes de l'époque ont attribué aux Robertet un blason « d’azur, à la bande d’or chargée d’un demi-vol dextre de sable posé à plomb, accompagnée de trois étoiles d’or »,,,. Il semble néanmoins que la branche cadette de la famille, issue de Florimond, ainsi que les deux évêques d'Albi, aient porté des « étoiles d’argent »,,,,,,.

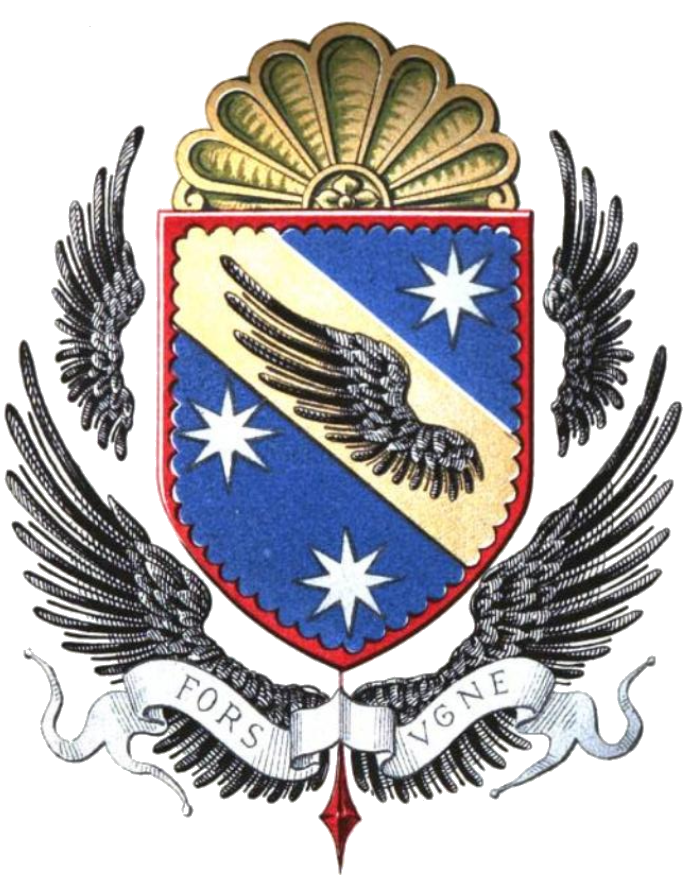
Dessin des armes de Florimond Robertet d'après Henri-Émile de La Vallière. Contrairement à son propre blasonnement, il a dessiné des étoiles à huit rais au lieu de six.

Selon la tradition, le blason aurait été dessiné par le roi Philippe VI († 1350) en personne, alors convalescent, en guise de remerciement envers Paul Robertet qui l'aurait guéri en ayant été « aussi prompt que l'aigle à le secourir » et « l'aurait veillé jour et nuit trois fois plus que les autres »,. Si ce récit est difficilement vérifiable — aucune archive ne confirme la filiation des Robertet avant 1380 —, il a voulu conférer à la famille une certaine aura d'ange gardien de la Couronne sous la dynastie des Valois, à la manière de l'archange saint Michel.
D'après Henri-Émile de La Vallière, ce blasonnement est incomplet et, en se basant sur les armoiries présentes sur l'hôtel d'Alluye, propose plutôt : « d’azur, à la bande d’or chargée d’un demi-vol de sable et accompagnée de trois étoiles à six rais d’argent, une en chef, au canton sénestre, une à dextre du milieu de l’écu, la troisième en pointe »,.
« d'azur à la bande d'or chargée d'un demi-vol dextre de sable posé à plomb et accompagnée de trois étoiles à six rais d'or (alias d'argent), une en chef, deux en pointe rangées en bande ».

Armes originelles de la famille.
Alias porté par la branche cadette d'Alluye et les frères évêques d'Albi.

De nos jours, la commune de Brou (Eure-et-Loir) est la seule de France à arborer un blason rappelant celui de la famille Robertet.

Actuel blason de Brou : les étoiles sont « à cinq rais d’or »[90].

### Devise
Tout comme le blason, la devise des Robertet, connue pour être la formule « Fors Ugne » (« excepté une » en ancien français), est reliée à une légende familiale, rendue célèbre par le poète Clément Marot, auteur d'un autre éloge funèbre envers Florimond, la Déploration sur le trépas de feu messire Florimond Robertet. Alors que Florimond accompagnait le roi Louis XII et le chambellan Sandricourt, le roi commenta que « toutes les plumes le volaient », ce à quoi réplica fièrement Florimond, « Fors ugne, sire, fors ugne », en faisant référence au vol présent sur ses armoiries,,,.